# Arizona Cardinals
A Arizona Cardinals egy professzionális amerikaifutball-csapat az Egyesült Államokban,  az Arizona államban elhelyezkedő Glendale-ben. Az  NFL-en belül az NFC tagja és az NFC West divízióba van beosztva.